# پادگان حاج احمد متوسلیان
پادگان حاج احمد متوسلیان یک منطقهٔ مسکونی در ایران است که در دهستان حومه (اندیمشک) واقع شده‌است. پادگان حاج احمد متوسلیان ۴۱۱ نفر جمعیت دارد.